# Bruno Rüffer
Bruno Rüffer (* 5. Oktober 1901 in Straupitz (Schlesien); † 24. Februar 1943 in Stuttgart)  war ein kommunistischer Widerstandskämpfer gegen das Naziregime.

## Leben
Bruno Rüffer entstammte einer Mannheimer Arbeiterfamilie. Als junger Mann wurde er Mitglied der Kommunistischen Partei Deutschlands (KPD). Nach der Machtübertragung an die NSDAP schloss er sich der Mannheimer Widerstandsgruppe von Georg Lechleiter an und engagierte sich im Widerstand gegen den Nationalsozialismus, indem er an der Verbreitung der Zeitung „Der Vorbote“ mitwirkte. Darin wurden Anweisungen zum Abhören der illegalen Radiostation „Deutscher Volkssender“ und die Aufforderung zum Widerstand gegen das herrschende System in Mannheimer Betrieben verbreitet. Als die Gruppe 1942 enttarnt wurde, gehörte Rüffer zu denen, die von der Gestapo verhaftet wurden. Er wurde zum Tode verurteilt und am 24. Februar 1943 in Stuttgart mit dem Fallbeil hingerichtet.

## Erinnerung
- Am 20. November 1984 wurde eine ganze Straßengruppe im Mannheimer Neubaugebiet Schönau-Nordost nach Mitgliedern der Lechleiter-Gruppe benannt, darunter die „Bruno-Rüffer-Straße“.[2]